# Shōichi Watanabe
Shōichi Watanabe (渡部 昇一, Watanabe Shōichi), né le 15 octobre 1930 à Tsuruoka (préfecture de Yamagata) et mort le 17 avril 2017, est un universitaire japonais et l'un des plus éminents critiques culturels du Japon.

## Biographie
Diplômé de l'université Sophia où Shōichi Watanabe a obtenu sa maîtrise universitaire, il soutient sa thèse de doctorat à l'université de Münster en 1958. Deux volumes autobiographiques sur ses années en Allemagne rapportent ses expériences variées pendant cette période. De retour dans son alma mater, il est successivement chargé de cours, professeur adjoint et professeur titulaire jusqu'à sa retraite. Il est par la suite professeur émérite à la même université. Bibliophile passionné, il a été président de la « Société japonaise de bibliophilie ». Sa collection personnelle de livres sur la philologie anglaise (voir Publications) est peut-être sa plus importante contribution au domaine de la philologie anglaise au Japon, contenant de nombreux et rares spécimens.

## Position politique relativement aux controverses historiques
Conservateur affilié à l'organisation ouvertement révisionniste Nippon Kaigi, Watanabe est connu pour son rejet du massacre de Nankin comme illusion historique, attribuant les tueries connues aux types de revanche habituels des soldats réguliers dans la guerre contre les combattants de guérilla qu'ils ont capturés. Comme il l'a précisé plus tard, à son avis le concept de massacre dans la guerre doit être réservé pour des atrocités contre la population civile où les victimes dépassent le nombre de 40-50, par opposition à la tuerie généralisée d'insurgés irréguliers. De façon générale, la perspective de Watanabe fait écho de près à la ligne adoptée par les généraux japonais devant le Tribunal militaire international pour l'Extrême-Orient à Tokyo lors du procès des crimes de guerre en 1948.
De nouveau, en ce qui concerne les controverses sur les manuels japonais d'histoire qui ont suivi les poursuites de Saburō Ienaga contre le Ministère japonais de l'Éducation, Watanabe était presque seul à contredire le consensus des éditorialistes de la presse traditionnelle japonaise (Mainichi Shinbun, Asahi Shinbun) et à vouloir faire respecter la prérogative du ministère d'intervenir directement dans le contenu des manuels scolaires utilisés dans les écoles primaires et secondaires japonaises.
Du point de vue de Watanabe, l'incident décisif menant à la guerre totale du Japon sur le territoire chinois, à savoir l'incident du pont Marco Polo en 1937, doit être compris comme un complot en sous-main du Parti communiste chinois contre le Japon et les versions de l'histoire enseignées dans les manuels scolaires japonais d'avant-guerre sont plus fiables que ceux aujourd'hui destinés aux étudiants.
Watanabe reste un personnage controversé, mais surtout sur la scène japonaise. Il est peu connu à l'étranger, même dans son propre domaine universitaire de spécialisation. Il a déconcerté les étrangers en leur disant que la « pureté raciale » du Japon devait être chérie. Ses nombreux écrits comptent un certain nombre de titres relatifs à l'« esprit japonais ».
Ikuhiko Hata affirme que le livre de Watanabe sur l'état-major allemand est caractérisé par des emprunts massifs à partir d'une source allemande.

## Publications
- (ja) Nihonshi kara mita nihonjin (日本史から見た日本人), Sangyō Nōritsu Tanki Daigaku Shuppan (産業能率短期大学出版), 1973
- (ja) Nihongo no kokoro (日本語の心), Kōdansha Gendai Shinsho (講談社現代新書), Tokyo, 1974
- (ja) Chiteki seikatsu no hōhō (知的生活の方法), Kōdansha Gendai Shinsho (講談社現代新書), Tokyo, 1976
- (ja) Kokugo no ideorogī (国語のイデオロギー), Chūō Kōronsha (中央公論社), Tokyo, 1977
- (ja) Seigi no jidai (正義の時代), Bungei Shunjū (文藝春秋), Tokyo, 1977
- (ja) 「Nihonrashisa」no kōzō (「日本らしさ」の構造), Kōdansha Gakujutsu Bunko (講談社学術文庫), 1977
- (ja) Zoku-Nihonshi kara mita nihonjin (続・日本史から見た日本人), Sangyō Nōritsu Tanki Daigaku Shuppan (産業能率短期大学出版), 1977
- (ja) Bunka no jidai (文化の時代), Bungei Shunjū (文藝春秋), Tokyo, 1978
- (ja) Zoku-Chiteki seikatsu no hōhō (続・知的生活の方法), Kōdansha Gendai Shinsho (講談社現代新書), Tokyo, 1979
- (ja) Nihon, soshite nihonjin (日本 そして日本人), Shōdensha NON book (祥伝社ノン・ブック), Tokyo, 1980
  - (en) The Peasant Soul of Japan, Palgrave Macmillan, Londres, 1989
- (ja) Doitsu ryūgakki (ドイツ留学記), Kōdansha Gendai Shinsho, Tokyo, 1980, 2 vol.
- (en) Bibliotheca Philologica Watanabeiensis: The Catalogue of Philological Books in the Library of Professor Shoichi Watanabe. Yushodo, Tokyo, 2001,